# Смеливое
Смеливое (укр. Сміливе) — село в Песчанобродской сельской общине Новоукраинского района Кировоградской области Украины.
До 2020 года входило в Добровеличковский район
Почтовый индекс — 27043. Телефонный код — 5253. Занимает площадь 0,91 км². Код КОАТУУ — 3521784802.